# Estella (Australia)
Estella es un barrio residencial de Wagga Wagga, Nueva Gales del Sur, Australia. El barrio es relativamente nuevo, ya que su desarrollo empezó en los años 80 del siglo XX. Sin embargo, ha crecido lentamente y todavía se está parcelando el terreno.
El barrio se encuentra inmediatamente al sur de la Charles Sturt University, y al oeste de Boorooma. Los límites sur y oeste del barrio son respectivamente la Old Narrandera Road y la Pine Gully Road. Las calles de Estella reciben nombre de variedades de especies vegetales cultivadas, por su relación con el Agricultural Research Institute.